# Singapore Airlines

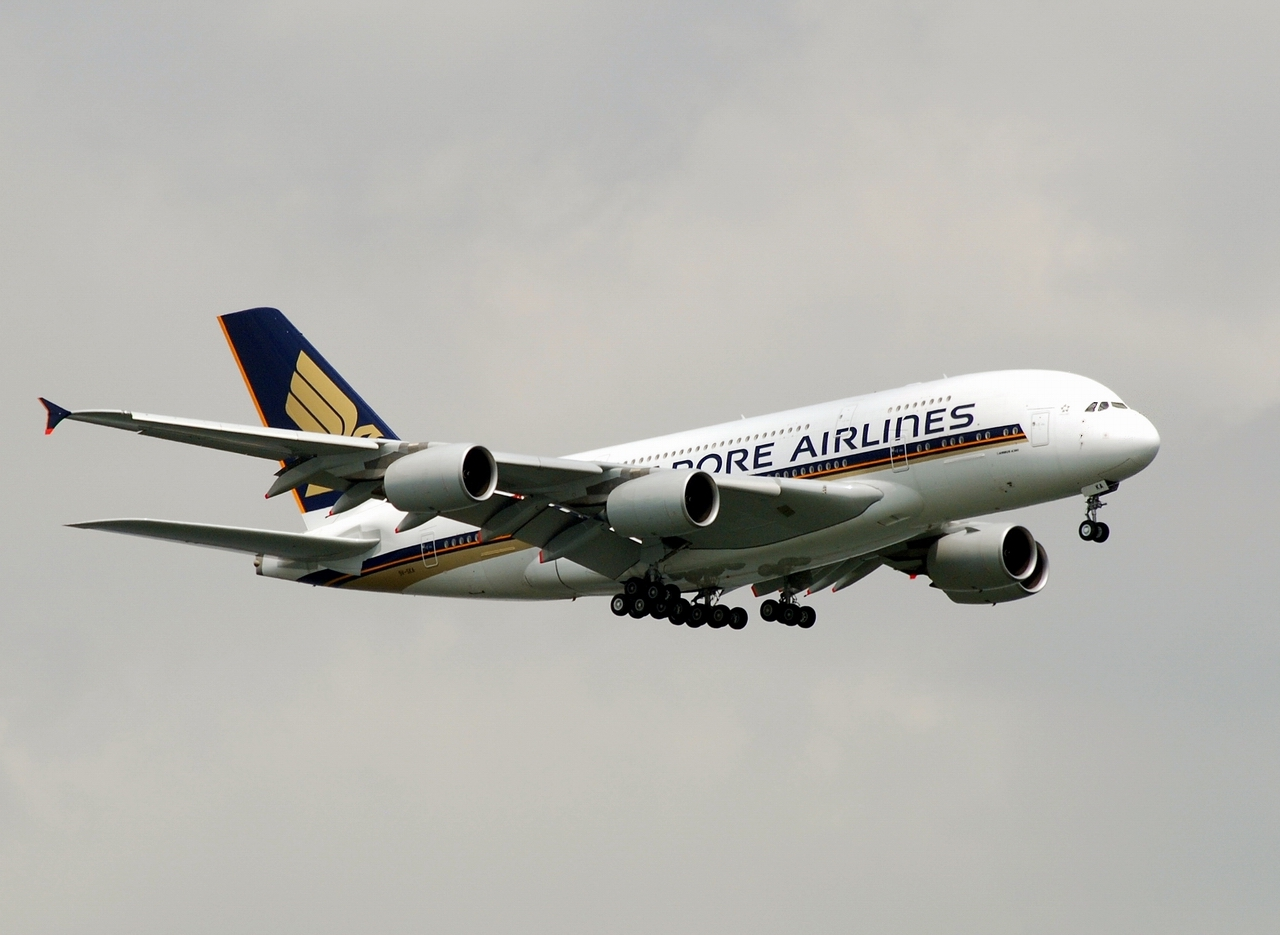
Airbus A380, da Singapore Airlines

A Singapore Airlines é a linha aérea da cidade-estado de Singapura. Membro da Star Alliance, foi eleita diversas vezes melhor companhia do mundo pelos seus serviços com os passageiros, operando para 90 cidades em 40 países na Ásia, Oriente Médio, Europa, América do Norte, de África e Sudeste do Pacífico.

## História
A história da Singapore Airlines (SIA) remonta a Maio de 1947, quando a Malayan Airways operou o seu primeiro voo comercial ligando Singapura a Kuala Lumpur, Ipoh e Penang. O nome da companhia aérea mudou mais tarde para Malaysian Airways (1963) e Malaysia-Singapore Airlines (1966), tendo sido dividida em duas em 1972, criando o Sistema de Companhias Aéreas da Malásia (tendo mudado de nome desde então para Malaysia Airlines) e SIA. Durante um período de mais de meio século, a SIA ganhou reputação de líder de mercado inovador, combinando um produto de qualidade com um serviço excelente.
A SIA tem uma rede que se estende a 63 destinos em 35 países, servindo a Ásia, Europa, América do Norte, América do Sul, Médio Oriente, Sudoeste do Pacífico, e África.
A SIA tem uma das mais jovens frotas de qualquer grande companhia aérea, com uma média de idades pouco superior a 6 anos. A companhia opera uma frota de Boeing 747-400s, 777s, Airbus A330-300s, A340-500s e recebeu a primeira entrega a nível mundial do A380-800 para voos comerciais em Outubro de 2007.
A excelência no serviço aos clientes tem sido essencial para o êxito da SIA. O magnífico serviço a bordo é a base da sua reputação pelo serviço aos clientes e pela hospitalidade. A SIA desenvolveu uma reputação de ser um criador de tendências na sua indústria. A lista das principais inovações na indústria desenvolvidas pela SIA, inclui o facto de ser a primeira companhia a ter disponibilizado auscultadores gratuitos, uma selecção de refeições e de bebidas gratuitas na Classe Económica na década de 1970, e a primeira companhia com telefones por satélite a bordo em 1991. Em 2004, a Singapore Airlines fez história na aviação, com a introdução dos voos comerciais mais longos de ultra longo curso sem escala, a nível mundial, entre Singapura e Nova Iorque (Newark). A SIA também elevou até novos patamares a qualidade das suas refeições a bordo, com a formação do seu Painel Culinário Internacional e da Cozinha Gastronómica Mundial.
O cuidado e atenção que a Singapore Airlines presta aos seus clientes, simbolizados pela Rapariga de Singapura, mereceram a atribuição à companhia aérea de muitos prémios da indústria de aviação e de viagens, incluindo o prémio "Melhor Companhia Aérea Mundial" da revista Conde Nast Traveller durante 21 anos ininterruptos, o prémio "Melhor Companhia Aérea Mundial" da revista Travel and Leisure durante 14 anos ininterruptos, e o reconhecimento pelo Wall Street Journal Asia de Companhia Aérea mais Respeitada de Singapura, durante 17 anos ininterruptos.

## Códigos Internacionais
- IATA Código: SQ
- ICAO Código: SIA
- Designação: Singapore

## Frota
Em março de 2025 a Singapore Airlines tem 125 aeronaves:
| Aeronave                 | Total | Encomendas | Opções | Passageiros |
| ------------------------ | ----- | ---------- | ------ | ----------- |
| Airbus A350-900          | 65    |            |        |             |
| Airbus A380-800          | 12    |            |        | 471         |
| Boeing 777-300ER         | 22    |            |        | 278/284/332 |
| Boeing 777-9             |       | 31         |        |             |
| Boeing 787-10 Dreamliner | 26    | 5          |        | 400/425     |
| Total                    | 125   | 36         | '      |             |

## Acidentes e incidentes
- Voo Singapore Airlines 006, em 31 de outubro de 2000

## Ligações Externas
- Site Oficial